# Rem als Jocs Olímpics d'estiu de 2004

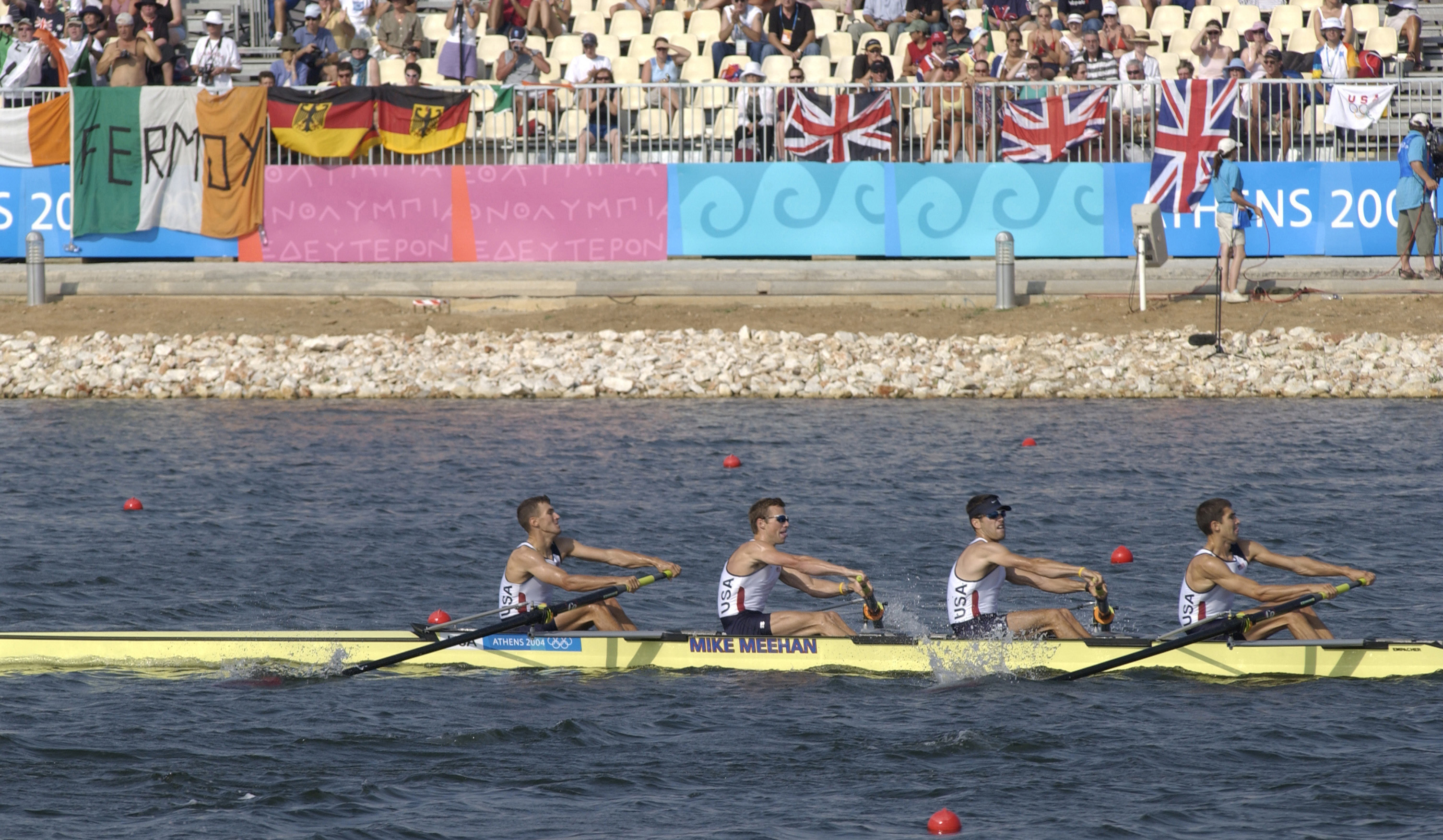
Equip nord-americà en la categoria de quatre sense timoner lleuger.

Als Jocs Olímpics d'Estiu de 2004 celebrats a la ciutat d'Atenes (Grècia) es disputaren 14 proves de rem, 8 en categoria masculina i 6 en categoria femenina. Les proves tingueren lloc entre els dies 14 i 22 d'agost de 2004 al Centre Olímpic de Skhiniàs.
Hi participaren un total de 557 remers, entre ells 364 homes i 193 dones, de 55 comitès nacionals diferents

## Resum de medalles

### Categoria masculina
| Prova                                | Or | Argent | Bronze |
| Scull individual Detalls             | Olaf Tufte | Jüri Jaanson | Ivo Yanakiev |
| Doble Scull Detalls                  | FrançaSébastien Vieilledent · Adrien Hardy | EslovèniaLuka Špik · Iztok Čop | ItàliaRossano Galtarossa · Alessio Sartori · |
| Doble Scull lleuger Detalls          | PolòniaTomasz Kucharski · Robert Sycz | FrançaFréderic Dufour · Pascal Touron | GrèciaVasileios Polymeros · Nikolaos Skiathitis |
| Quàdruple Scull Detalls              | RússiaNikolai Spinev · Igor Kravtsov · Alekseij Svirin · Sergej Fedorovtsev                                                                       | TxèquiaDavid Kopriva · Tomas Karas · Jakub Hanak · David Jirka | UcraïnaSergij Grin · Sergij Bilushchenko · Oleg Lykov · Leonid Shaposhnikov                                                                                |
| Dos sense timoner Detalls            | AustràliaDrew Ginn · James Tomkins | CroàciaSinisa Skelin · Niksa Skelin | Sud-àfricaDonovan Cech · Ramon di Clemente |
| Quatre sense timoner Detalls         | Regne UnitSteve Williams · James Cracknell · Ed Coode · Matthew Pinsent                                                                           | CanadàCameron Baerg · Thomas Herschmiller · Jake Wetzel · Barney Williams | ItàliaLorenzo Porzio · Dario Dentale · Luca Agamennoni · Raffaello Leonardo                                                                                |
| Quatre sense timoner lleuger Detalls | DinamarcaThor Kristensen · Thomas Ebert · Stephan Mølvig · Eskild Ebbesen                                                                         | AustràliaGlen Loftus · Anthony Edwards · Ben Cureton · Simon Burgess | ItàliaLorenzo Bertini · Catello Amarante · Salvatore Amitrano · Bruno Mascarenhas                                                                          |
| Vuit amb timoner Detalls             | Estats UnitsJason Read · Wyatt Allen · Chris Ahrens · Joseph Hansen · Matt Deakin · Dan Beery · Beau Hoopman · Bryan Volpenhein · Peter Cipollone | Països BaixosMatthijs Vellenga · Gijs Vermeulen · Jan-Willem Gabriels · Daniël Mensch · Geert Jan Derksen · Gerritjan Eggenkamp · Diederik Simon · Michiel Bartman · Chun Wei Cheung | AustràliaStefan Szczurowski · Stuart Reside · Stuart Welch · James Stewart · Geoffrey Stewart · Boden Hanson · Mike McKay · Stephen Stewart · Michael Toon |

### Categoria femenina
| Prova                       | Or | Argent | Bronze |
| Scull individual Detalls    | Katrin Rutschow | Katsiarina Karsten | Rumyana Neykova |
| Doble Scull Detalls         | Nova ZelandaGeorgina Evers · Caroline Evers | AlemanyaPeggy Waleska · Britta Oppelt | Regne UnitSarah Winckless · Elise Laverick |
| Doble Scull lleuger Detalls | RomaniaConstanta Burcica · Angela Alupei | AlemanyaDaniela Reimer · Claudia Blasberg | Països BaixosKirsten van der Kolk · Marit van Eupen |
| Quàdruple Scull Detalls     | AlemanyaKathrin Boron · Meike Evers · Manuela Lutze · Kerstin El Qalqili                                                                                  | Regne UnitAlison Mowbray · Debbie Flood · Frances Houghton · Rebecca Romero                                                                             | AustràliaDana Faletic · Rebecca Sattin · Amber Bradley · Kerry Hore |
| Dos sense timoner Detalls   | RomaniaGeorgeta Damian · Viorica Susanu | Regne UnitKatherine Grainger · Cath Bishop | BelarúsYuliya Bichyk · Natallia Helakh |
| Vuit amb timoner Detalls    | RomaniaRodica Florea · Viorica Susanu · Aurica Barascu · Ioana Papuc · Liliana Gafencu · Elisabeta Lipă · Georgeta Damian · Doina Ignat · Elena Georgescu | Estats UnitsKate Johnson · Samantha Magee · Megan Dirkmaat · Alison Cox · Caryn Davies · Laurel Korholz · Anna Mickelson · Lianne Nelson · Mary Whipple | Països BaixosFroukje Wegman · Marlies Smulders · Nienke Hommes · Hurnet Dekkers · Annemarieke van Rumpt · Annemiek de Haan · Sarah Siegelaar · Helen Tanger · Ester Workel |

## Medaller
| Posició | País          | Or | Argent | Bronze | Total |
| 1       | Romania       | 3  | 0      | 0      | 3     |
| 2       | Alemanya      | 2  | 2      | 0      | 4     |
| 3       | Regne Unit    | 1  | 2      | 1      | 4     |
| 4       | Austràlia     | 1  | 1      | 2      | 4     |
| 5       | Estats Units  | 1  | 1      | 0      | 2     |
| 5       | França        | 1  | 1      | 0      | 2     |
| 7       | Dinamarca     | 1  | 0      | 0      | 1     |
| 7       | Nova Zelanda  | 1  | 0      | 0      | 1     |
| 7       | Noruega       | 1  | 0      | 0      | 1     |
| 7       | Polònia       | 1  | 0      | 0      | 1     |
| 7       | Rússia        | 1  | 0      | 0      | 1     |
| 12      | Belarús       | 0  | 1      | 1      | 2     |
| 12      | Països Baixos | 0  | 1      | 2      | 3     |
| 14      | Canadà        | 0  | 1      | 0      | 1     |
| 14      | Croàcia       | 0  | 1      | 0      | 1     |
| 14      | Eslovènia     | 0  | 1      | 0      | 1     |
| 14      | Estònia       | 0  | 1      | 0      | 1     |
| 14      | Txèquia       | 0  | 1      | 0      | 1     |
| 19      | Itàlia        | 0  | 0      | 3      | 3     |
| 20      | Bulgària      | 0  | 0      | 2      | 2     |
| 21      | Grècia        | 0  | 0      | 1      | 1     |
| 21      | Sud-àfrica    | 0  | 0      | 1      | 1     |
| 21      | Ucraïna       | 0  | 0      | 1      | 1     |